# Nicolae Milinceanu
Nicolae Milinceanu (ur. 1 sierpnia 1992 w Kiszyniowie) – mołdawski piłkarz grający na pozycji napastnika. Od 2017 roku jest zawodnikiem Sliemy Wanderers, do którego jest wypożyczony z FC Chiasso.

## Życiorys
Jako junior w latach 2006−2011 trenował w AS Monaco FC. W 2011 roku został piłkarzem Verisu Kiszyniów. Od 16 września 2014 do 22 lutego 2015 grał w rumuńskim Rapidzie Bukareszt. Następnie występował w Academii UTM Kiszyniów, rumuńskim Petrolulu Ploeszti, Sperancie Nisporeni, białoruskim Hranicie Mikaszewicze i Zimbru Kiszyniów. 14 listopada 2017 podpisał kontrakt ze szwajcarskim FC Chiasso, a dzień później został wypożyczony do 30 czerwca 2018 do maltańskiej Sliemy Wanderers.
W reprezentacji Mołdawii zadebiutował 9 czerwca 2015 w zremisowanym 0:0 towarzyskim meczu z Luksemburgiem. Do gry wszedł w 46. minucie, zastępując Gheorghe Boghiu.